# 鹿児島県道36号川内郡山線
鹿児島県道36号川内郡山線（かごしまけんどう36ごう せんだいこおりやません）は、鹿児島県薩摩川内市から鹿児島市に至る県道（主要地方道）である。

## 概要
薩摩川内市鳥追町から薩摩川内市樋脇地域を経て、鹿児島市郡山町に至る。
一部でセンターラインがなく道幅の狭くなっている区間があり、交通量は多くない。

### 路線データ
- 起点：鹿児島県薩摩川内市鳥追町（鹿児島県道42号川内加治木線交点）
- 終点：鹿児島県鹿児島市郡山町（国道328号交点、鹿児島県道40号伊集院蒲生溝辺線上）
- 重要な経過地：鹿児島県薩摩川内市樋脇町
- 総延長：29.112 km[1]

## 歴史
- 1972年（昭和47年）3月24日 - 鹿児島県告示第293号により郡山樋脇線として認定される[3]。
- 1993年（平成5年）5月11日 - 建設省から、県道郡山樋脇線・県道川内加治木線の一部が川内郡山線として主要地方道に指定される[4]。
- 1994年（平成6年）3月11日 - 鹿児島県告示第394号により川内郡山線として認定される[2]。鹿児島県告示第395号により前身となる郡山樋脇線が廃止される[5]。
- 2024年（令和6年）6月22日 - 梅雨前線による集中豪雨。薩摩川内市百次町地内で通行止[6]。
- 2025年（令和7年）6月6日 - 宮崎バイパス（延長0.6 km）開通[7]。

## 路線状況

### 重複区間
- 鹿児島県道39号串木野樋脇線（薩摩川内市樋脇町市比野 - 薩摩川内市樋脇町市比野・宇都三差路交差点）
- 鹿児島県道40号伊集院蒲生溝辺線（鹿児島市郡山町）

### 道路施設

#### 橋梁
宮崎バイパス
- 平佐麓橋（平佐川、薩摩川内市）

## 地理

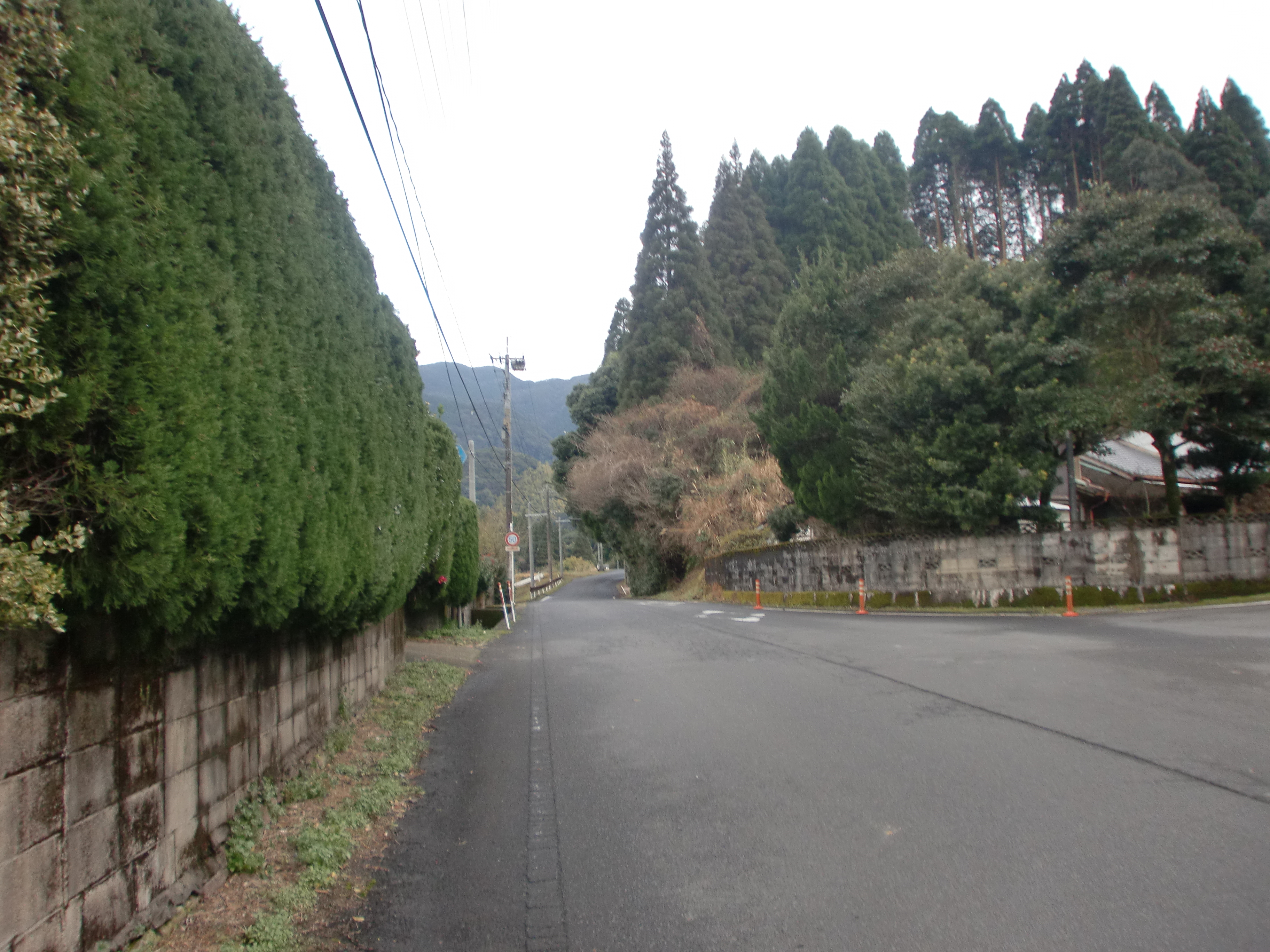
薩摩川内市樋脇町市比野の鹿児島県道304号仙名伊集院線との交差点から郡山方面に望む

### 通過する自治体
- 薩摩川内市
- 日置市
- 鹿児島市

### 交差する道路
| 交差する道路                                          | 市町村名   | 交差する場所 | 交差する場所                                                                                 |
| ----------------------------------------------------- | ---------- | ------------ | -------------------------------------------------------------------------------------------- |
| 鹿児島県道42号川内加治木線                            | 薩摩川内市 | 鳥追町       | 起点                                                                                         |
| 鹿児島県道36号川内郡山線 / 宮崎バイパス               | 薩摩川内市 | 宮崎町       |                                                                                              |
| 鹿児島県道336号山田隈之城線                           | 薩摩川内市 | 宮崎町       | 宮崎交差点                                                                                   |
| 鹿児島県道39号串木野樋脇線 重複区間起点               | 薩摩川内市 | 樋脇町市比野 |                                                                                              |
| 鹿児島県道39号串木野樋脇線 重複区間終点               | 薩摩川内市 | 樋脇町市比野 | 宇都三差路交差点                                                                             |
| 鹿児島県道304号仙名伊集院線                           | 薩摩川内市 | 樋脇町市比野 |                                                                                              |
| 鹿児島県道40号伊集院蒲生溝辺線 重複区間起点           | 鹿児島市   | 郡山町       |                                                                                              |
| 国道328号 鹿児島県道40号伊集院蒲生溝辺線 重複区間終点 | 鹿児島市   | 郡山町       | 終点                                                                                         |
| 宮崎バイパス                                          |            |              |                                                                                              |
| 鹿児島県道42号川内加治木線                            | 薩摩川内市 | 平佐町       | 宮崎バイパス起点【北緯31度48分33.4秒 東経130度19分8.6秒 / 北緯31.809278度 東経130.319056度】 |
| 鹿児島県道36号川内郡山線 / 現道                       | 薩摩川内市 | 宮崎町       | 宮崎バイパス終点【北緯31度48分14.9秒 東経130度19分4.2秒 / 北緯31.804139度 東経130.317833度】 |

### 交差する鉄道
- 鹿児島本線
- 九州新幹線

### 沿線
- JR九州鹿児島本線・肥薩おれんじ鉄道 川内駅
- 鹿児島市立郡山小学校
- 鹿児島市立郡山中学校